# Fantasy (V2의 음반)
《Fantasy》는 2001년 4월 17일에 발표된 쟈이(JIY, 양준일의 예명)의 프로젝트 그룹 V2에 의해 발표된 정규 음반이다. 동명의 타이틀 곡 〈Fantasy〉는 테크노 장르의 곡으로, 소련의 밴드 크루이즈의 멤버 발 가이너(Val Gaina)가 이 곡뿐 아니라 전곡을 프로듀싱하였다. JIY는 활동 초기에 자신이 양준일이라고 알리지 않고 활동하다가 도중에 양준일임이 드러났다. ‘빨래를 걷어야 한다’라는 독특한 가사는 “이별하는 순간엔 그 어떤 이유를 들어도 납득이 되지 않”기 때문에 넣었다고 한다.
발표 당시에는 도레미레코드를 통해 발매됐으며, 도레미레코드가 2005년 블루코드에 넘어간 후에는 오감 엔터테인먼트로 판권이 이관되어 음원이 유통되고 있다.

## 트랙 목록
1. "Fantasy" (양준일 작사ㆍ발 가이너 작곡/편곡) – 3:55
2. "Goodbye" (양준일 작사ㆍ발 가이너 작곡/편곡) – 3:21
3. "True Love" (양준일 작사ㆍ발 가이너 작곡/편곡) – 3:54
4. "Do You Speak English?" (양준일 작사ㆍ발 가이너 작곡/편곡) – 3:34
5. "너의 이유" (양준일 작사ㆍ발 가이너 작곡/편곡) – 3:54
6. "외로움" (양준일 작사ㆍ발 가이너 작곡/편곡) – 3:46
7. "왔다갔다" (양준일 작사ㆍ발 가이너 작곡/편곡) – 4:45
8. "우리만의 여행" (양준일 작사ㆍ발 가이너 작곡/편곡) – 2:46
9. "Oh My God" (양준일 작사ㆍ발 가이너 작곡/편곡) – 3:37
10. "Because" (양준일 작사ㆍ발 가이너 작곡/편곡) – 4:25
11. "Fantasy (Remix)" (양준일 작사ㆍ발 가이너 작곡/편곡) – 3:46
12. "Do You Speak English? (Remix)" (양준일 작사ㆍ발 가이너 작곡/편곡) – 3:37
13. "Goodbye (Instrumental)" (발 가이너 작곡/편곡) – 3:18
14. "True Love (Instrumental) " (발 가이너 작곡/편곡) – 3:45